# Tour de France 1929
| 23. Tour de France 1929 – Endstand |                            |                           |
| Streckenlänge                      | 22 Etappen, 5256 km        | 22 Etappen, 5256 km       |
| Toursieger                         | Maurice De Waele           | 186:39:16 h (28,159 km/h) |
| Zweiter                            | Giuseppe Pancera           | + 44:23 min               |
| Dritter                            | Jef Demuysere              | + 57:10 min               |
| Vierter                            | Salvador Cardona Balbastre | + 57:46 min               |
| Fünfter                            | Nicolas Frantz             | + 58:00 min               |
| Sechster                           | Louis Delannoy             | + 1:06:09 h               |
| Siebenter                          | Antonin Magne              | + 1:08:00 h               |
| Achter                             | Julien Vervaecke           | + 2:01:37 h               |
| Neunter                            | Pierre Magne               | + 2:03:00 h               |
| Zehnter                            | Gaston Rebry               | + 2:17:49 h               |

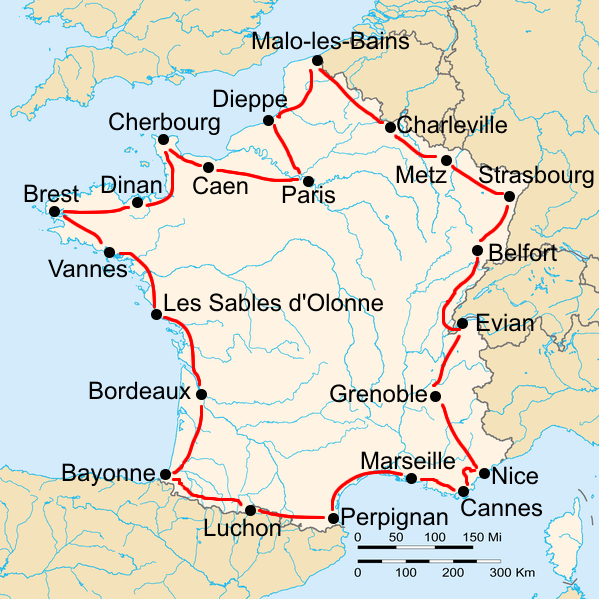
Strecke der Tour de France 1929. Start und Ziel in Paris; gegen den Uhrzeigersinn

Die 23. Tour de France fand vom 30. Juni bis 28. Juli 1929 statt und führte über 22 Etappen. Es nahmen 155 Rennfahrer daran teil, 60 davon wurden klassifiziert. Erstmals gab es Radioübertragungen vom Rennen.

## Strecke
Von der französischen Hauptstadt Paris führte die 23. Tour de France zunächst in die Bretagne, dann an der Atlantikküste bis in die Pyrenäen und von dort am Mittelmeer entlang. Von Nizza aus ging der Kurs bis in den Norden Frankreichs nach Malo-les-Bains, von wo aus die Fahrer zum Ziel in Paris fuhren. Der Sieger legte die 5286 km mit einer Durchschnittsgeschwindigkeit von 28,320 km/h zurück.

## Rennverlauf
Als großer Favorit war Nicolas Frantz, Sieger von 1927 und 1928, ins Rennen gestartet, auch der Gewinner von 1926, Lucien Buysse, machte sich Hoffnungen auf einen weiteren Sieg.
Zunächst lagen die Favoriten eng beisammen, so dass nach der siebten Etappe gleich drei Fahrer in der Gesamtwertung vorne lagen: Nicolas Frantz, André Leducq, Victor Fontan. So ergab sich das Novum, dass drei Fahrer im Gelben Trikot an den Start gingen. Auf der zehnten Etappe brach Victor Fontan, der zu diesem Zeitpunkt das gelbe Trikot trug, die Gabel seines Rades. Nach einer Regel, die nach dieser Tour abgeschafft wurde, mussten die Teilnehmer jedoch mit dem Rad ins Ziel kommen, mit dem sie gestartet waren. Fontan ging also von Haus zu Haus, um sich ein Rad zu leihen, damit er die 145 km zum Ziel noch zurücklegen konnte. Mit seinem kaputten Rad auf dem Rücken kam er schließlich unter Tränen am Etappenziel an und gab das Rennen auf.
Durch Fontans Aufgabe übernahm der Belgier Maurice De Waele die Führung und konnte sie bis nach Paris verteidigen. Auf der Etappe nach Belfort war er jedoch von einer Krankheit geschwächt und konnte nur mit der Hilfe seiner Teamgefährten den Tag überstehen. Henri Desgrange, Leiter der Tour, sagte später, man habe „eine Leiche gewinnen lassen“ und das Ergebnis entspräche „nicht der sportlichen Wahrheit.“ Um die Fahrer mehr auf sich selber zu stellen, wurden ab 1930 Nationalmannschaften eingeführt.
Auf der letzten Etappe bekam Jef Demuysere eine Strafe von 25 Minuten, nachdem er ein verbotenes Getränk zu sich genommen hatte. Seinen zweiten Platz in der Gesamtwertung verlor er dadurch an den Italiener Giuseppe Pancera. André Leducq konnte fünf Etappen gewinnen.

## Die Etappen
| Etappen    | Start – Ziel                          | km  | Etappensieger              | Gelbes Trikot                             |
| ---------- | ------------------------------------- | --- | -------------------------- | ----------------------------------------- |
| 1. Etappe  | Paris – Caen                          | 206 | Aimé Dossche               | Aimé Dossche                              |
| 2. Etappe  | Caen – Cherbourg                      | 140 | André Leducq               | Aimé Dossche                              |
| 3. Etappe  | Cherbourg – Dinan                     | 199 | Omer Taverne               | Aimé Dossche                              |
| 4. Etappe  | Dinan – Brest                         | 206 | Louis Delannoy             | Maurice De Waele                          |
| 5. Etappe  | Brest – Vannes                        | 208 | Gustaaf Van Slembrouck     | Maurice De Waele                          |
| 6. Etappe  | Vannes – Les Sables-d’Olonne          | 204 | Paul Le Drogo              | Maurice De Waele                          |
| 7. Etappe  | Les Sables-d’Olonne – Bordeaux        | 285 | Nicolas Frantz             | Nicolas Frantz André Leducq Victor Fontan |
| 8. Etappe  | Bordeaux – Bayonne                    | 182 | Julien Moineau             | Gaston Rebry                              |
| 9. Etappe  | Bayonne – Luchon                      | 363 | Salvador Cardona Balbastre | Victor Fontan                             |
| 10. Etappe | Luchon – Perpignan                    | 323 | Jef Demuysere              | Maurice De Waele                          |
| 11. Etappe | Perpignan – Marseille                 | 366 | André Leducq               | Maurice De Waele                          |
| 12. Etappe | Marseille – Cannes                    | 191 | Marcel Bidot               | Maurice De Waele                          |
| 13. Etappe | Cannes – Nizza                        | 133 | Benoît Faure               | Maurice De Waele                          |
| 14. Etappe | Nizza – Grenoble                      | 333 | Gaston Rebry               | Maurice De Waele                          |
| 15. Etappe | Grenoble – Évian-les-Bains            | 329 | Julien Vervaecke           | Maurice De Waele                          |
| 16. Etappe | Évian-les-Bains – Belfort             | 283 | Charles Pélissier          | Maurice De Waele                          |
| 17. Etappe | Belfort – Straßburg                   | 145 | André Leducq               | Maurice De Waele                          |
| 18. Etappe | Straßburg – Metz                      | 165 | André Leducq               | Maurice De Waele                          |
| 19. Etappe | Metz – Charleville-Mézières           | 159 | Bernard Van Rysselberghe   | Maurice De Waele                          |
| 20. Etappe | Charleville-Mézières – Malo-les-Bains | 270 | Maurice De Waele           | Maurice De Waele                          |
| 21. Etappe | Malo-les-Bains – Dieppe               | 234 | André Leducq               | Maurice De Waele                          |
| 22. Etappe | Dieppe – Paris                        | 332 | Nicolas Frantz             | Maurice De Waele                          |